# احمد فرس

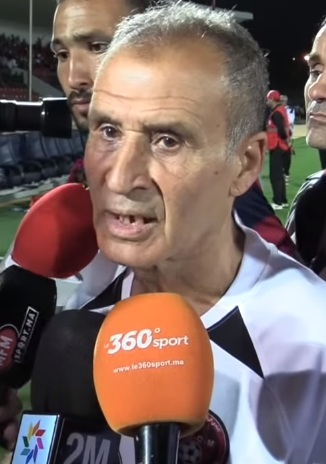
بازگشت احمد فرس

احمد فرس (عربی: أحمد فراس؛ زاده ۱۹۴۶) یک بازیکن فوتبال اهل مراکش است و مهاجم سابق باشگاه فوتبال شباب محمدیة مراکش است. او در سال ۱۹۷۵ میلادی به عنوان بازیکن سال آفریقا انتخاب شد.